# Сіфуентес
Сіфуентес (ісп. Cifuentes) — муніципалітет в Іспанії, у складі автономної спільноти Кастилія-Ла-Манча, у провінції Гвадалахара. Населення — 2109 осіб (2010).
Муніципалітет розташований на відстані близько 100 км на північний схід від Мадрида, 49 км на схід від Гвадалахари.
На території муніципалітету розташовані такі населені пункти: (дані про населення за 2010 рік)
- Карраскоса-де-Тахо: 16 осіб
- Сіфуентес: 1611 осіб
- Гарголес-де-Абахо: 148 осіб
- Гарголес-де-Арріба: 141 особа
- Гуальда: 53 особи
- Уетос: 19 осіб
- Моранчель: 44 особи
- Отер: 23 особи
- Ругілья: 40 осіб
- Сотока-де-Тахо: 10 осіб
- Валь-де-Сан-Гарсія: 4 особи

## Демографія
Динаміка населення (INE ):

## Галерея зображень

Розташування муніципалітету у провінції Гвадалахара